# Симфония № 2 (Прокофьев)
Симфония № 2 ре минор, соч. 40 — симфония Сергея Прокофьева, написанная в 1924—1925 годах.

## Создание, премьера, реакция публики и автора
Композитор написал её в Париже, назвав процесс создания «девятью месяцами бешеного труда». Прокофьев характеризовал эту симфонию, как кованую из «железа и стали». Впервые исполнена в Париже 6 июня 1925 года оркестром под управлением Сергея Кусевицкого, которому посвящена. Музыка не была хорошо принята. После премьеры Прокофьев сказал, что ни он, ни публика не поняли произведение. В письме Николаю Мясковскому Прокофьев писал: «Так намудрил, что и сам, слушая, не всюду до сути добрался, с других же нечего и требовать…» Позже Прокофьев сказал, что эта симфония впервые в жизни заставила его усомниться в своих композиторских способностях. В 1950-х гг. Прокофьев намеревался реконструировать произведение в трех частях, дойдя до того, что присвоил проекту номер опуса 136, но композитор умер, не успев приступить к исправлениям. Симфония, до сих пор остается одним из наименее исполняемых произведений Прокофьева. Несмотря на негативную критику, современный композитор Кристофер Роуз назвал ее «лучшей из всех» в отношении творчества Прокофьева и написал свою Симфонию № 3 в честь произведения.

## Состав оркестра
Симфония написана для большого симфонического оркестра с тройным составом духовых.
деревянные духовые:
- пикколо
- 2 флейты
- 2 гобоя
- Английский рожок
- 2 кларнета
- бас-кларнет
- 2 фагота
- контрафагот

медные духовые:
- 4 валторны
- 3 трубы
- 3 тромбона
- туба

Ударные:
- литавры
- большой барабан
- тарелки
- барабан
- Кастаньеты
- треугольник
- бубен

клавишные:
- фортепиано

струнные:
- скрипки (1-е и 2-е)
- альты
- виолончели
- контрабасы

## Структура
Симфония имеет достаточно нетрадиционную двухчастную структуру, подобную структуре фортепианной Сонаты № 32 Л. ван Бетховена, и состоит из быстрой первой части и цикла вариаций во второй части общей продолжительностью 35-40 минут:
- Allegro ben articolato (12 минут)
- Тема с вариациями (25 минут)
  - Тема: Andante
  - Вариация 1: L’istesso tempo
  - Вариация 2: Allegro non troppo
  - Вариация 3: Allegro
  - Вариация 4: Larghetto
  - Вариация 5: Allegro con brio
  - Вариация 6: Allegro moderato
  - Тема